# Le Gai Pied
« Gay pied » redirige ici. Pour l’article homophone, voir Guêpier.
Cet article possède un paronyme, voir Le Gay Pied.
Le Gai Pied, devenu Gai Pied Hebdo, est un magazine français à destination des homosexuels, à périodicité mensuelle puis hebdomadaire, fondé en 1979 par Jean Le Bitoux. Il a cessé de paraître en 1992.

## Histoire
Son titre d’origine, Le Gai Pied, est suggéré par le philosophe Michel Foucault, qui écrit un article dans le premier numéro puis donnera ensuite quelques textes à la revue.
Le premier numéro, en papier journal et comptant 16 pages, sort dans 2 000 kiosques en France le 1er avril 1979. Les premiers numéros sont vendus 5 francs, le prix passera rapidement à 7 puis 8 francs par numéro, et même 10 francs en 1980 et 12 francs en 1981. Il est géré par un groupe de presse, Les Éditions du Triangle Rose, installé dans les locaux d’une ancienne boulangerie, 32 rue de la Folie-Méricourt dans le 11e arrondissement de Paris et imprimé par Rotographie, l’imprimerie de la Ligue communiste révolutionnaire (LCR). Parmi les fondateurs historiques du Gai Pied figurent Jean Le Bitoux, Yves Charfe, Gérard Vappereau, Jean Stern, Frank Arnal et Jean-Pierre Joecker.
Les collaborateurs et collaboratrices réguliers du journal sont entre autres Jean-Paul Aron, Yves Navarre, Tony Duvert, Guy Hocquenghem, Renaud Camus, Alain Pacadis, Copi, Hugo Marsan, Gianni De Martino, Jean-Luc Hennig et Nathalie Magnan. Le journal connaît un succès grandissant parmi les homosexuels, dont il permet la visibilité et l’expression. Il publie de nombreuses petites annonces de rencontre non censurées et des photographies érotiques, entre autres signées Patrick Sarfati.
Jean-Paul Sartre lui accorde une entrevue en 1980. Des artistes — David Hockney, Barbara, Juliette Gréco, Serge Gainsbourg — et des personnalités politiques — Pierre Bérégovoy, Gaston Defferre — font de même, cherchant à montrer leur ouverture d'esprit.
Devant le succès et le soutien des lecteurs, le journal passe de mensuel à hebdomadaire et devient Gai Pied Hebdo ; il y aura même une édition québécoise.
Pendant un temps, Tony Duvert, écrivain et contributeur du Gai Pied se revendiquant homosexuel mais aussi pédophile, fait parfois dans le journal la critique de la répression de la pédophilie, en particulier à partir du démarrage de l'affaire Jacques Dugué en 1979, le journal s'insurgeant contre les réactions de la presse. Le fait que le journal critique la notion de majorité sexuelle et les lois de protection des mineurs, jusqu'à laisser Tony Duvert faire l'apologie de la pédophilie, découle du fait que la majorité sexuelle est à l'époque de dix-huit ans pour les homosexuels, alors qu'elle est fixée à quinze ans pour les rapports hétérosexuels. Aussi, selon le sociologue Pierre Verdrager, des rédacteurs du magazine se refuseraient à considérer la relation pédophile comme un lien asymétrique entre l'adulte et l'enfant ou l'adolescent, et associeraient la condamnation des rapports entre majeurs et mineurs à des préjugés réactionnaires.
Cependant, quand la discrimination entre homosexuels et hétérosexuels est abrogée et que la majorité sexuelle est mise à 15 ans pour tous, en 1982, la critique recule, et Tony Duvert cesse d'écrire pour Le Gai Pied. Les historiens Jean Bérard et Nicolas Sallée font remarquer que « Gai-Pied, en novembre 1982, explique que « dans un rapport avec un adulte, le libre choix de l’enfant est loin d’être aussi évident que l’affirment les théoriciens pédérastes ». Le débat se clôt progressivement, la gauche y étant d’autant plus incitée que la droite fait de la pédophilie l’un des vecteurs de médiatisation de la question de l’insécurité. Celle-ci tend alors à devenir, comme le déplore Tony Duvert en 1982, « le Crime par excellence ».
En 1983, le fondateur Jean Le Bitoux est mis en minorité à la direction. Il refuse en effet de renoncer à la liberté d'expression du journal, car il ne veut pas trahir les lecteurs en passant sous silence les pratiques discriminatoires, en pleine épidémie du VIH, qui se répandent dans certains commerces gay, malgré les recettes que ces annonceurs apportent au journal. Il démissionne finalement, suivi de presque tous les journalistes de l’équipe fondatrice.
À partir de ce moment, Gai Pied Hebdo s’ouvre largement aux pages « conso », avec des sujets sur la mode, les sorties, les voyages, au détriment, selon certains lecteurs, des sujets de société et des signatures célèbres. Le lectorat militant ne suit guère, malgré l’arrivée progressive des services télématiques complémentaires, les activités d’agence de voyages, etc. 
Le développement du Minitel offre à partir du milieu des années 1980 une nouvelle source de revenus pour financer le magazine. Le 3615 GPH, avec son heure de connexion facturée 60 francs, permet, outre l'accès au sommaire du magazine, à l'horoscope et aux dernières sorties cinéma, de passer des petites annonces et draguer en ligne. C'est la rubrique Rezo, un des sites de rencontre gay les plus utilisés à l'époque, avec le 3615GAY.
En 1987, prétendant vouloir lutter contre le « laxisme moral » des gouvernements socialistes précédents, le ministre de l’Intérieur Charles Pasqua décide d’interdire la parution de Gai Pied Hebdo. Une manifestation le 19 mars 1987, le soutien de plusieurs personnalités et du ministre de la Culture, François Léotard, empêchent la disparition de la revue[réf. nécessaire].
Entre 1987 et 1990, Gai Pied Hebdo contrôle une radio destinée à la communauté homosexuelle, Fréquence Gaie.
La revue parvient difficilement à traiter de l’apparition du sida, et connaît des difficultés financières, malgré le recours aux services télématiques.
Ayant perdu son lectorat d’origine, et n’ayant pas su en trouver un autre, déjà capté par la profusion de revues gays commerciales, l’hebdomadaire disparaît en octobre 1992.
Les actifs du Groupe Gai Pied, les marques associées et les archives ont été repris en 2002 par le site Gayvox.
L’association Act Up-Paris occupe, de 1994 à 2015, un étage des locaux historiques du Gai Pied, au 2e étage du 45 rue Sedaine (11e arrondissement de Paris).

### Évolutions du journal
- Le Gai Pied, mensuel, du no 0 (février 1979) au no 12.
- Gai Pied, mensuel du no 13 au no 44 avec un changement de format et de formule à partir du no 37.
- Gai Pied Hebdo, hebdomadaire, du no 45 au no 541 avec un changement de format et de formule à partir du no 510 jusqu’au dernier numéro en vente en kiosques en 1992[14].